# Палацова мечеть Баку
Палацова мечеть в Баку (азерб. Saray məscidi — мечеть XV століття, що входить до комплексу палацу Ширваншахів в Баку .

## Архітектура
План мечеті — прямокутний. Є великий зал, невелика жіноча молитовня і службові кімнати. Північний портал, звернений до усипальниці ширваншахів, більш урочистий, ніж східний. Останній був призначений для мешканців палацу, що проходили по напівпідземного проходу.

### Інтер'єр
Другосвітний молитовний зал покритий куполом на сферичних вітрилах. Міхраб знаходиться на південному торці залу. Над односвітною жіночою молитовнею теж розташоване купольне завершення, що поступається розмірами куполу залу, повторюючи його обриси. На суворому тлі призматичного обсягу, завершеного двома куполами зі злегка загостреними скуфіями, чітко вимальовується глибоко затінений отвір порталу мечеті.

### Мінарет
Стовбур мінарету оперізує напис, в'язь, яка містить дату 845 рік (1441/1442). Деталі сталактитів шерефе тонко промодельовані.

## Галерея

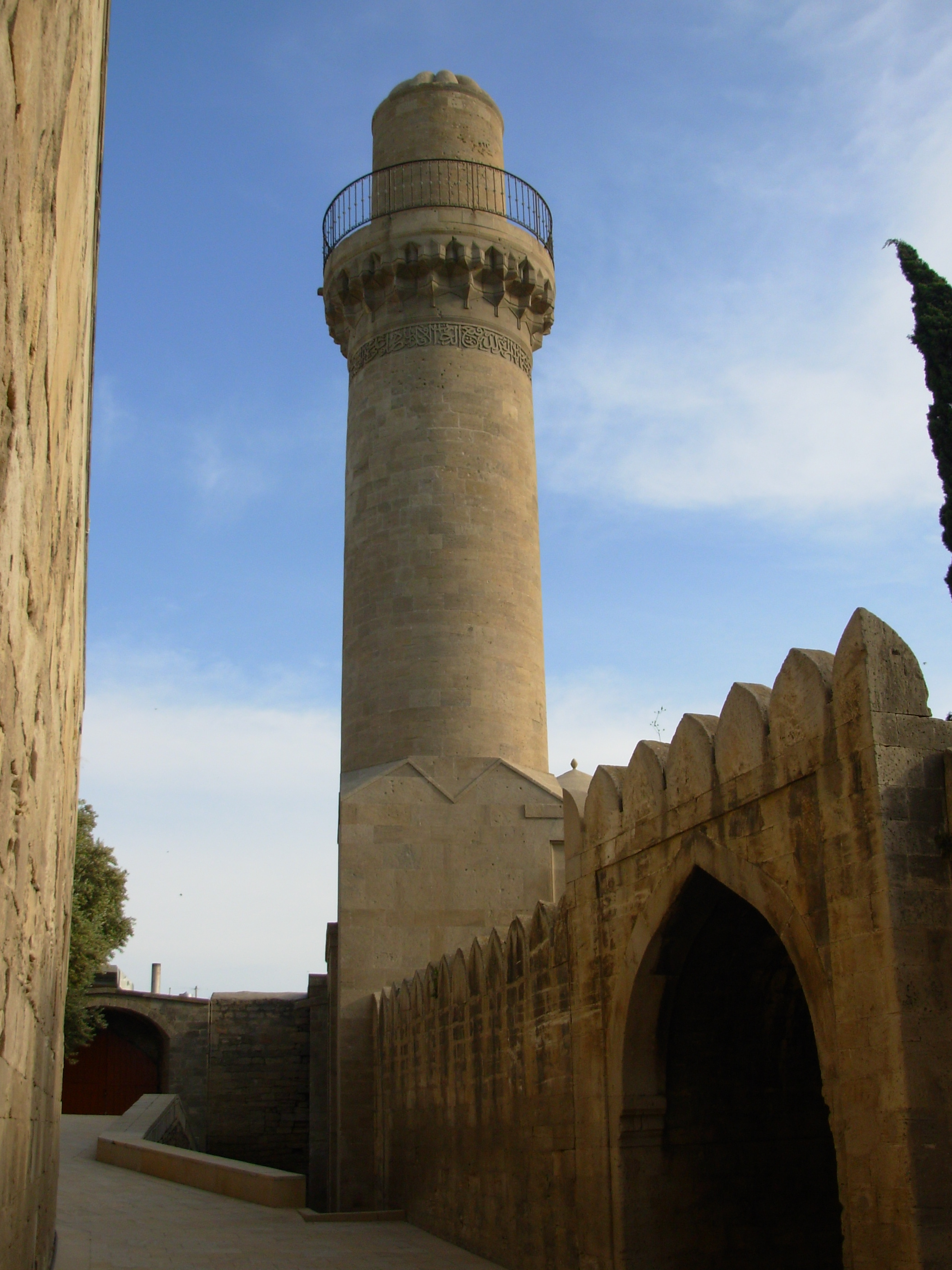
Мінарет мечеті
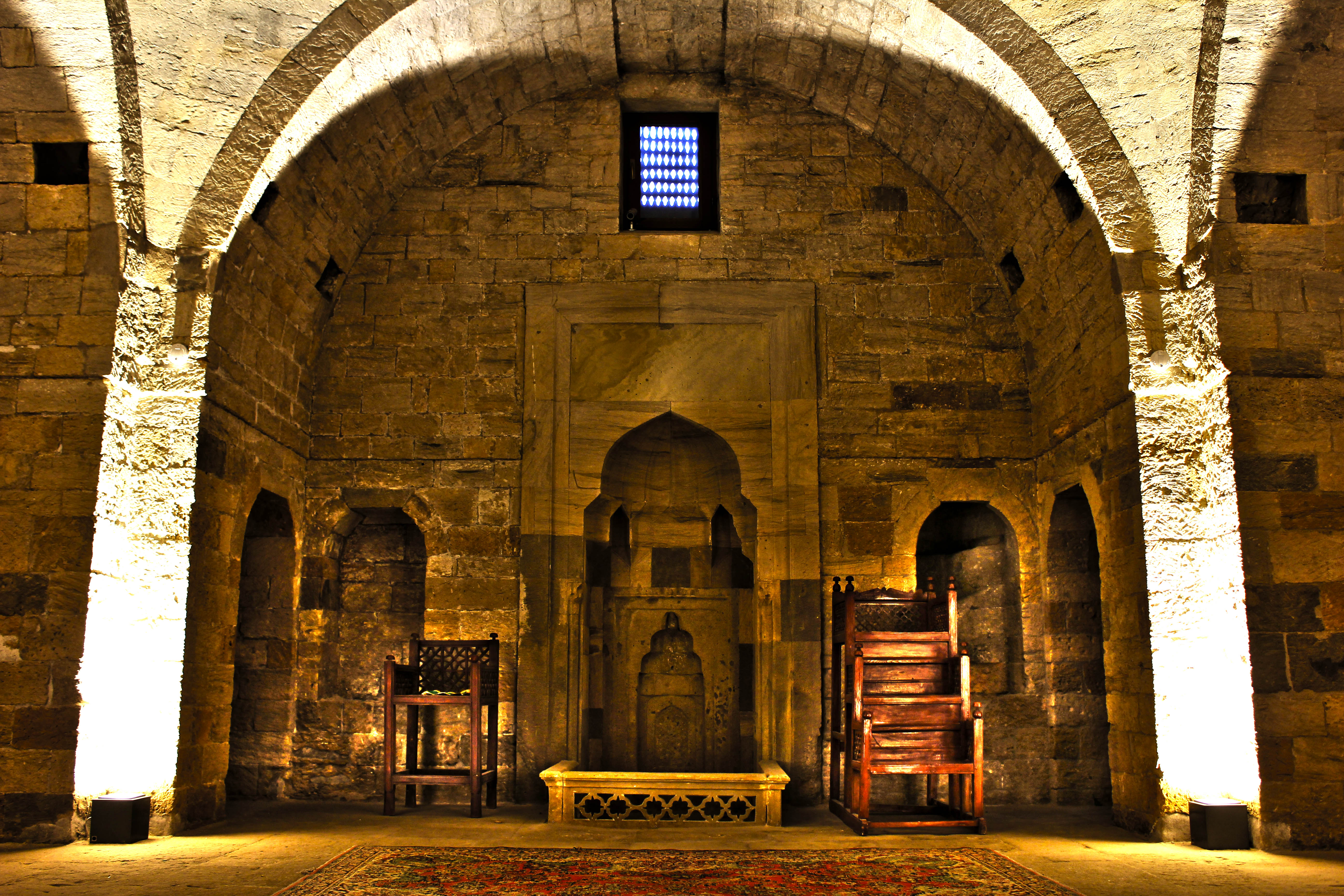
Інтер'єр мечеті
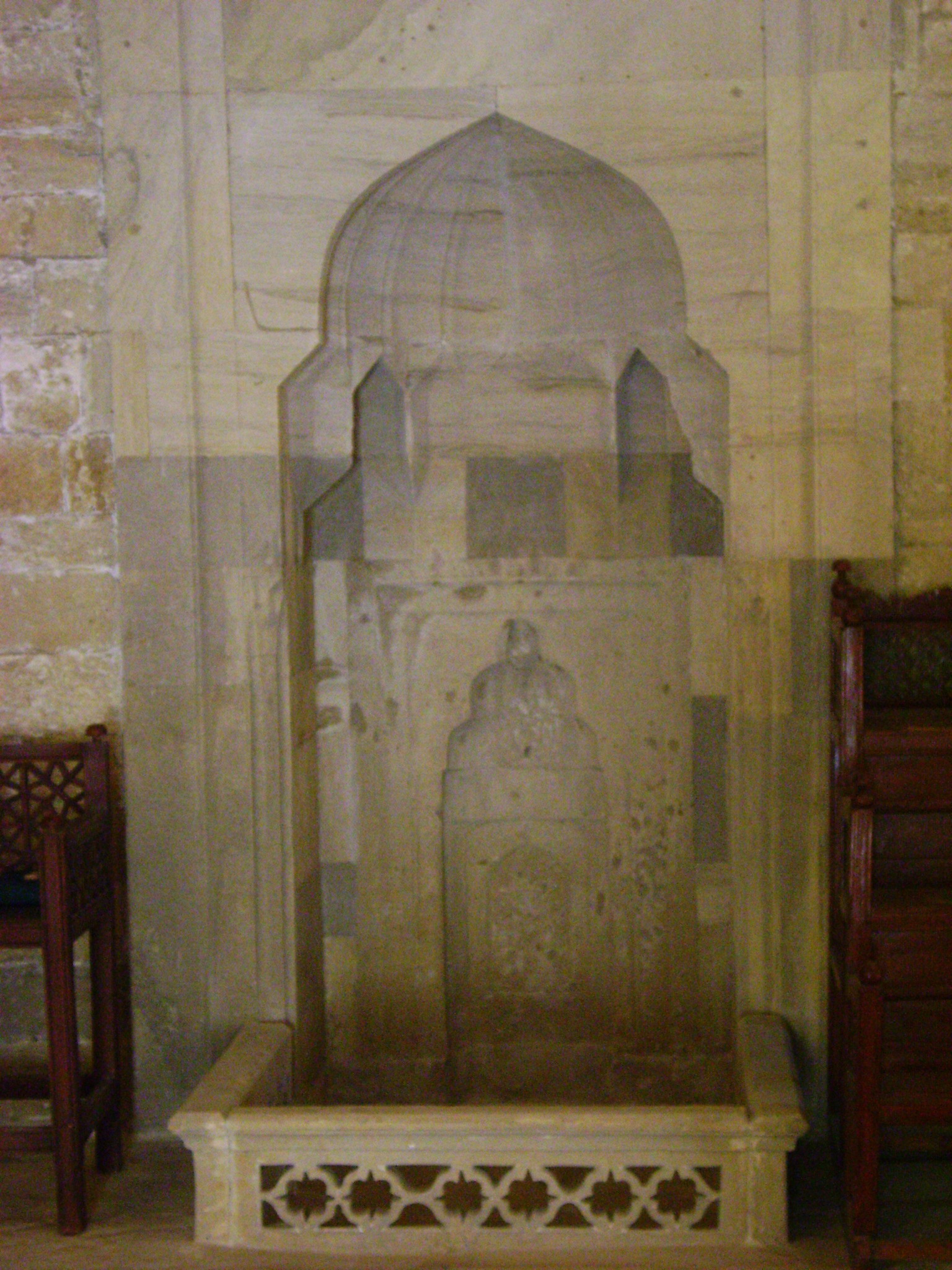
Міхраб
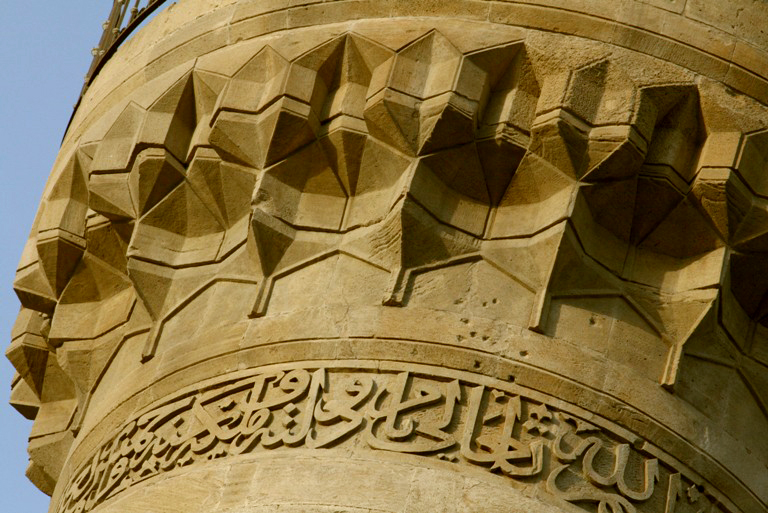
Напис на стовбурі мінарету